# باتالها (آلاگواس)
باتالها (به پرتغالی: Batalha) یک منطقهٔ مسکونی در برزیل است که در آلاگواس واقع شده‌است. باتالها ۱۸٬۳۳۸ نفر جمعیت دارد.